# Francis A. Schaeffer
Francis A. Schaeffer (ur. 30 stycznia 1912 w Germantown w stanie Pensylwania, zm. 15 maja 1984 w Rochester w stanie Minnesota) – amerykański duchowny prezbiteriański, czołowy intelektualista ewangelikalny 2. połowy XX wieku, ewangelista, sojusznik NSZZ „Solidarność”. W swojej refleksji zajmował się relacjami między chrześcijaństwem a kulturą, w tym powiązaniem filozofii i teologii.

## Życiorys
Odbył studia w Hampden-Sydney College, które ukończył w 1935. Następnie studiował w Westminster Theological Seminary, gdzie był studentem m.in. Corneliusa Van Tila i J. Greshama Machena. Stamtąd przeszedł do Faith Theological Seminary, w którym studia ukończył w 1938. W tym samym roku został ordynowany w fundamentalistycznym Biblijnym Kościele Prezbiteriańskim (Bible Presbyterian Church), po czym służył jako pastor zborów w Pensylwanii i Missouri. Po przeobrażeniach w jego rodzimej denominacji kościelnej, był duchownym sformowanego w 1981 Kościoła Prezbiteriańskiego w Ameryce (Presbyterian Church in America).
W 1948 przeprowadził się wraz z rodziną do Szwajcarii, gdzie w miejscowości Huámoz założył w 1955 ośrodek konferencyjno-rekreacyjny L’Abri („Schronisko”), który stał się znanym w skali międzynarodowej centrum spotkań studentów i intelektualistów ewangelikalnych.
Po ogłoszeniu w Polsce 13 grudnia 1981 stanu wojennego działał na rzecz społecznego i politycznego poparcia dla NSZZ „Solidarność” w USA i Europie Zachodniej.
Propagowaniem jego dokonań zajmuje się Francis Schaeffer Foundation, zarejestrowana w USA i Szwajcarii, z siedzibą w szwajcarskim Gryon.

## Publikacje
- Art and the Bible (1973)
- Back to Freedom and Dignity (1972)
- Basic Bible Studies (1972)
- Escape From Reason (1968)
- Genesis in Space and Time. The Flow of Biblical History (1972)
- The Great Evangelical Disaster (1984)
- The God Who Is There (1968)
- He Is There and He Is Not Silent (1972)
- Joshua and the Flow of Biblical History (1975)
- No Final Conflict (1975)

## Niektóre publikacje wydane w języku polskim
- 16 kazań na temat życia chrześcijańskiego, czyli prawdziwego uduchowienia (tłum. Józef Prower), Wydawnictwo ZKE, Warszawa 1971.
- Dokąd, Wydawnictwo ZKE, Warszawa 1973. (Wolumen zawiera publikacje: Escape From Reason oraz Death in the City, w tłumaczeniu Józefa Prowera i Emanuela Prowera.)
- Powrót do wolności i godności, Wydawnictwo Kościoła Metodystycznego, Warszawa 1984.
- Znak chrześcijanina, Wydawnictwo Kościoła Metodystycznego, Warszawa 1984.